# Micro Ice (Galactik Football)
Micro Ice es un personaje de la serie de televisión francesa Galactik Football.

## Argumento
Micro Ice es un delantero del Snow Kids. Es el charlatán del equipo y el mejor amigo de D'Jok.Es el sexto jugador en usar el Espíritu de Akillian. Micro Ice nació el Akillian al comienzo de la Edad de Hielo y fue contaminado por el Meta-Fluido al nacer. En algún momento durante su infancia fue afectado por una misteriosa enfermedad, resultado del Meta-Fluido. Antes del comienzo de la serie, vivía con su madre en Akillian. No se menciona jamás a su padre. Ha sido el mejor amigo de D'Jok desde una edad temprana y también viejos amigos con Thran, Ahito y Mark. Se menciona después de haber trabajado en las minas de hielo en algún momento. Al comienzo de la serie tiene 15 años y trabaja para un gánster de poca monta llamado Bellow. Micro Ice también parece tener conexiones con la mafia de Akillian; se muestra, por parte de Micro Ice, intentos de vender entradas para los partidos de Galactik Football.